# 红瞪羚
红瞪羚（學名Gazella rufina）是已灭绝的瞪羚，曾生活在阿尔及利亚和摩洛哥。不像其他瞪羚，红瞪羚不仅不适应沙漠地区，反而生活在较肥沃的地区。红瞪羚的最后一次目击报告在1894年。目前有3个红瞪羚标本，是在19世纪末期在阿尔及利亚北部地区采集的。现在这些标本在巴黎和伦敦的博物馆中保存着。